# Heliopauze

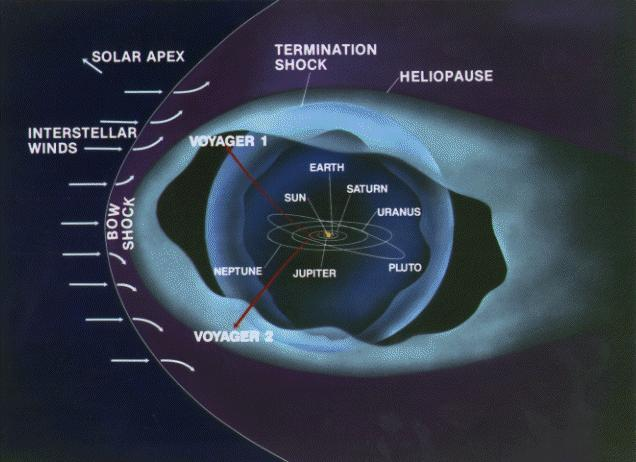
Overzicht van het zonnestelsel

De heliopauze wordt beschouwd als de uiterste grens van het zonnestelsel. De heliopauze is een gebied waar de kracht van de zonnewind zo sterk is afgenomen dat ze wordt opgeheven door de stroming van deeltjes die het interstellair medium vormen. De ruimtesondes Voyager 1 en Voyager 2 zijn in 2010 in de buurt van de heliopauze aangekomen. 

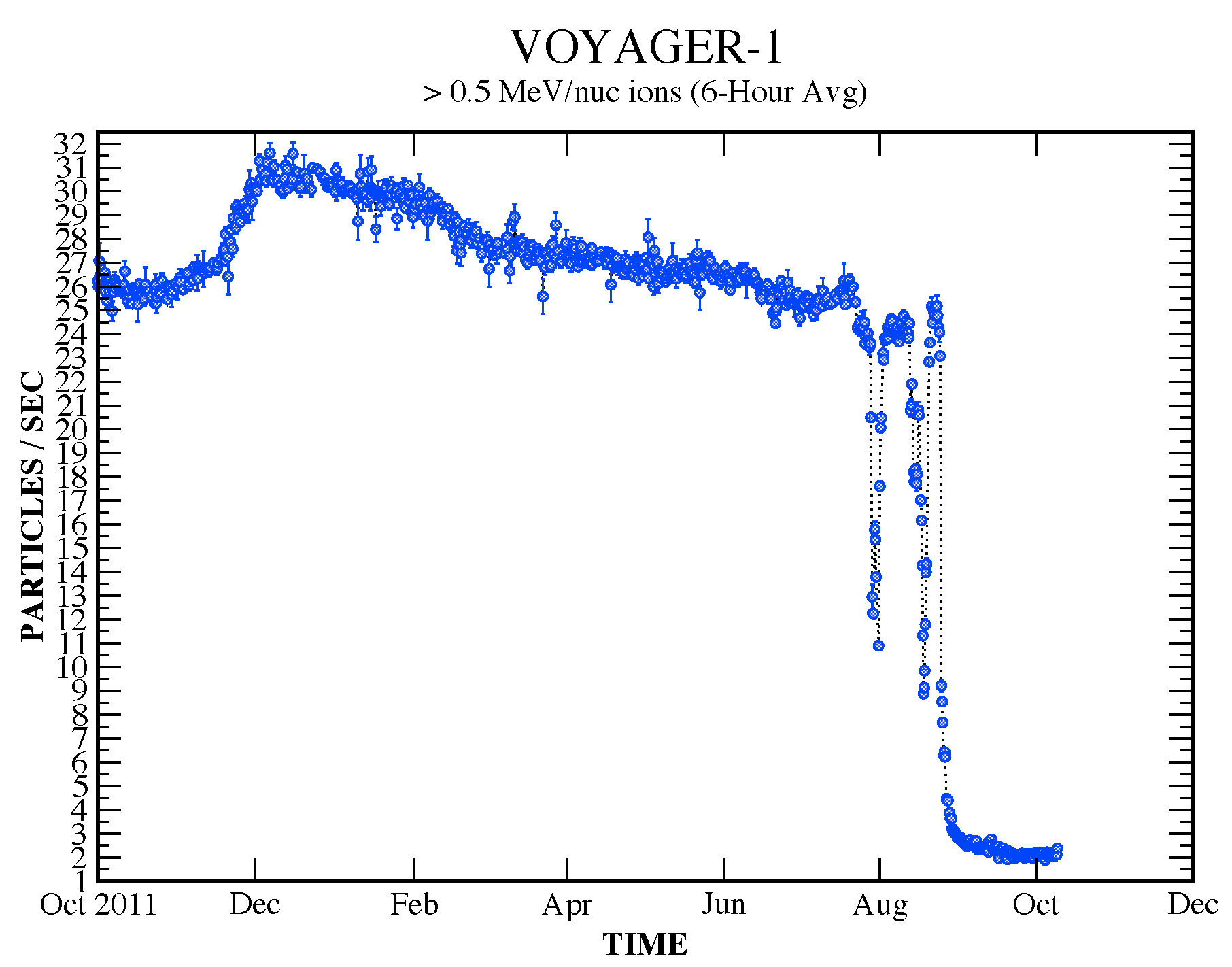
Het aantal deeltjes in de zonnewind gemeten door Voyager 1 nam af na het passeren van de heliopauze

In september 2013 maakte NASA bekend dat nieuwe analyse van data van de Voyager 1 uitwees dat hij de heliopauze op 25 augustus 2012 gepasseerd is op een afstand van 121,7 AE van de Zon en sindsdien in de interstellaire ruimte beweegt. Op 10 december 2018 bevestigde NASA dat ook Voyager 2 de interstellaire ruimte op 5 november 2018 heeft bereikt op 119,7 AE van de Zon.
Doordat het zonnestelsel met een snelheid van 200 km/s rond het centrum van ons sterrenstelsel draait heeft de heliopauze geen bolvorm maar waarschijnlijk een druppelvorm. In de figuur hiernaast wordt weergegeven hoe, naar op het moment wordt aangenomen, de buitenste grens is opgebouwd. De termination shock is het punt waar de heliosfeer overgaat in de heliopauze. Hier zijn de deeltjes van de zonnewind zo ver afgeremd dat ze geen supersonische, maar een subsonische snelheid hebben. Er wordt ook nog een boeggolf (bow shock) verwacht verder naar buiten, waar de snelheid van deeltjes in het interstellair medium van supersonisch naar subsonisch gaat. Voor geleiding van geluidsgolven is een continu medium nodig, wat in de interstellaire ruimte afwezig is; maar plaatselijk is de materie zo heet en samengeperst, dat zich golven kunnen vormen.